# 广通河 (云南)
广通河，位于中华人民共和国禄丰市西部的一条河流，为龙川江右岸支流，源流也称箐头河，发源于广通镇雨多么村委会清水河西南新林场一带，蜿蜒向北流过石板河水库后又称小岔箐，过梅子箐水库后又称杨家箐，过打场洞坝后又称瓦窑冲，于上瓦窑冲以北转东流，注入大过坝水库，出库后干流始称“广通河”，逐渐转向西北流，经广通镇、甸尾社区、鲊么盘、几子湾村等地后汇入龙川江。河长33.46千米，流域面积150平方千米，河道比降7.8‰。